# Мультитран
«Мультитра́н» (сокр. MT; англ. Multitran) — интернет-система двуязычных словарей, в которую вначале входили онлайн-словари 12 языков (с русского и на него: английский, немецкий, испанский, французский, нидерландский, итальянский, латышский, эстонский, японский, африкаанс, эсперанто и калмыцкий);
с 2019 года был запущен обновлённый сайт «Мультитрана» (multitran.com) с поддержкой многих других языков мира; теперь функционируют и нерусскоязычные «МТ»-словари. Особенностью «Мультитрана» является возможность пользователей вносить свой вклад, поэтому «МТ» можно назвать предшественником Викисловаря.

## Описание
Разработчиком программного обеспечения «Мультитрана» является Андрей По́минов (г. Москва).
Словарная база «Мультитрана» создана путём сканирования, распознавания и переработки большого количества бумажных словарей и объединения полученных переводов слов в единую базу данных.
В «Мультитране» предусмотрена возможность улучшения качества словарей, хотя на выверку всей базы в несколько миллионов слов потребуются десятки человеко-лет. Каждый зарегистрированный пользователь может оставлять сообщения о найденных ошибках. Эти сообщения записываются рядом с соответствующим переводом и становятся видны всем пользователям, пока ошибка не будет исправлена самим автором статьи (уведомляемым об ошибках через имейл) или же редакторами и модераторами. У работающих на добровольной основе сотрудников «МТ» есть доступ к полному списку сообщений об ошибках, благодаря чему каждое из них со временем будет рассмотрено. Таким образом, пользователи не только добавляют на сайт свои термины, но и помогают чистить базу от ошибок.
В настоящее время это один из наиболее полных и самых популярных автоматических онлайн-словарей Рунета. Наиболее полно представлены англо-русско-английская, немецко-русско-немецкая и французско-русско-французская части словаря. Наименее полно — калмыцко-русско-калмыцкая часть словаря. Помимо интернет-версии, распространяется офлайн-версия «Мультитрана».
Ежедневно на сайт «МТ» заходят[когда?] более 90 тысяч человек, а сервер обрабатывает более полутора миллионов поисковых запросов.
Активно работают форумы «Мультитрана», где пользователи задают вопросы и общаются с коллегами-переводчиками. В первые годы существования «МТ» периодически проводились «форумовки» (pow-wow) — офлайн-встречи пользователей «Мультитрана», — но в последние годы общение проходит больше виртуально.

## Характеристики
Характеристики «Мультитрана»:

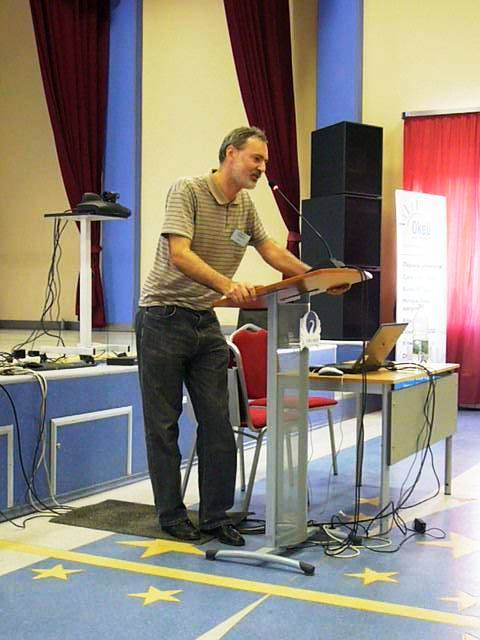
А. Поминов говорит об эффективной работе с интернет-версией и стационарной версией словаря «Мультитран» на 3-м Межрегиональном круглом столе по практическому переводу в Самаре, 2009

- более 23 миллионов статей во всех частях словаря (в «МТ» «статья», или «термин», — это перевод слова либо сочетания слов; в статье может быть пример употребления, комментарий и источник);
- термины каждой языковой пары словаря доступны в двух направлениях перевода (кроме исключений, контролируемых редакторами и модераторами);
- более 800 предметных областей (тематик);
- возможность самостоятельного активного пополнения словаря пользователями;
- более 1000 переводчиков пополняют онлайн-версию «Мультитрана» непосредственно на сайте;
- алфавитный поиск, морфологический и поиск фразовый (по сочетаниям слов);
- возможность подстрочного перевода текста;
- автоматический поиск устойчивых словосочетаний в тексте запроса;
- быстрые ссылки на искомый термин в других словарях, тезаурусах и переводчиках, а также на форуме, в поисковиках, языковых корпусах и не только.

## Виды доступа к «Мультитрану»
Доступ к «Мультитрану» обеспечивается:
- через интернет в онлайн-режиме — сайт Multitran или корпоративный интрасайт;
- в автономном режиме на персональных компьютерах под Microsoft Windows — локальная или сетевая установка;
- в автономном режиме на карманных компьютерах (Pocket PC), а также на смартфонах под управлением операционной системы Symbian[2], Android[3] и iOS[4];
- на персональных компьютерах под GNU/Linux[5] через браузер, либо устанавливая версию словаря для Windows с помощью утилиты wine, либо используя mclient[6].